# Karl Hassack
Karl Hassack (* 9. Dezember 1861 in St. Pölten; † 30. Oktober 1922 in Graz) war ein österreichischer Warenkundler und Autor. Als Professor für Warenkunde lehrte er an den österreichischen Handelsakademien Wien und Graz und war klassischer Autor warenkundlicher Lehrbücher.

## Leben
Nach Studien in Berlin und Tübingen promovierte er 1886 zum Dr. rer. nat. und war von da an Anwärter auf das warenkundliche Lehramt an der Wiener Handelsakademie, dort wurde er 1890 zum Professor für Warenkunde ernannt. In Nachfolge von Viktor Pöschl übersiedelte er 1906 nach Graz, wo er von 1909 bis 1922 Direktor der Grazer Handelsakademie war. Er schuf ein staatliches Lehrmittelbüro für kommerzielle Lehranstalten. 
Sein zweibändiges lexikalisches Lehrbuch für Warenkunde war in Überarbeitungen von Ernst Beutel und Artur Kutzelnigg bis Mitte des 20. Jahrhunderts in Gebrauch. 
Dem Theorieverzicht in Hassacks Grundlagenwerk folgten ab den Vierzigerjahren wissenschaftslogische Neuansätze in technologischer und ökonomischer Ausrichtung, aus denen in naturwissenschaftlich-systemtheoretischer Orientierung die Warenlehre und in Orientierung an der Betriebswirtschaft die Warenwirtschaftslehre hervorgegangen sind.

## Veröffentlichungen (Auswahl)
- Karl Hassack: Lehrbuch der Warenkunde für höhere commercielle Lehranstalten. 1. Aufl., Pichler Verlag, Wien 1902.
- Karl Hassack (neu bearbeitet von Ernst Beutel und Artur Kutzelnigg): Warenkunde I: Anorganische Waren. Warenkunde II: Organische Waren. 8. Aufl., Sammlung Göschen (de Gruyter), Berlin 1959.